# قانون نظام مهندسی معدن
قانون نظام مهندسی معدن، قانونی است که به منظور بکارگیری بهترین شیوه‌های علمی و رعایت اصول و قواعد فنی و مهندسی به منظور افزایش بهره وری منابع معدنی، در بهمن ماه ۱۳۷۹ به تصویب مجلس شورای اسلامی ایران رسید.

این قانون کلیه حرفه‌های مهندسی معدن (شامل حرفه‌های مهندسی، کارشناسی و کاردانی مرتبط با فعالیتهای معدنی) و فعالیتهای معدنی (شامل کلیه عملیات پی جویی برای یافتن کانسارها و اکتشاف و استخراج معادن و کانه آرایی کانسنگ و فرآوری مواد معدنی و متالورژی استخراجی) را در برمی گیرد. 
به منظور نیل به اهداف این قانون و مشارکت بیشتر مهندسان، در سال ۱۳۸۱ سازمانی به نام سازمان نظام مهندسی معدن، در هر استان تشکیل و براساس شرایط مندرج در قانون، اقدام به عضوگیری از مهندسان و کارشناسان مرتبط با فعالیتهای معدنی می‌نماید.

## اهداف
بنابر ماده ۲ قانون نظام مهندسی معدن، اهداف و وظایف نظام مهندسی معدن عبارتند از:
- حفظ و افزایش بهره‌وری منابع معدنی که سرمایه‌های ملی تجدیدناپذیر هستند.
- تنسیق امور مربوط به مشاغل و حرفه‌های فنی و مهندسی در فعالیتهای معدنی.
- تأمین موجبات رشد و اعتلای مهندسی معدن در کشور.
- ترویج اصول فنی و مهندسی معدن در فعالیتهای معدنی.
- بالا بردن کیفیت خدمات مهندسی و نظارت بر حسن اجرای خدمات.
- ارتقای دانش فنی صاحبان حرفه‌ها در بخش معدن.
- وضع مقررات به منظور اطمینان از رعایت اصول ایمنی بهداشت بهره‌دهی مناسب حفظ محیط زیست صرفه اقتصادی و نظارت بر اجرای آن.
- فراهم ساختن زمینه همکاری میان وزارت صنایع و معادن و تشکلهای مهندسی حرفه‌ای و صنعتی در بخش معدن.
- ایجاد زمینه‌های مشارکت صاحبان حرفه‌های مهندسی معدن در تهیه و اجرای طرحهای توسعه و عمرانی کشور.
- ایجاد و تحکیم روابط حرفه‌ای در سطح ملی و بین‌المللی و معرفی نمایندگان برای شرکت در مجامع علمی و فنی.[۳]